# Saint Albans (Vermont)
Pour les articles homonymes, voir Saint Albans.
Saint Albans est une municipalité rurale du comté de Franklin dans l'État du Vermont aux États-Unis. La municipalité rurale comptait 5 086 habitants en 2000. Saint Albans se trouve sur la rive est du lac Champlain et  se  compose surtout de terres agricoles à travers des collines vallonnées. Saint Albans entoure totalement la ville de Saint Albans, qui forme une entité administrative indépendante.

## Historique
La découverte du lac Champlain fut faite par l'explorateur français Samuel de Champlain en 1609, qui fut le premier Européen à décrire et cartographier le lac.
Le 19 octobre, 1864, Saint Albans fut le site d'une attaque par les confédérés, comme le théâtre le plus an nord de leurs activités. L'attaque fut faite par la cavalerie sudiste qui désirait mettre la main sur les avoirs de la banque de Saint Albans et traverser au Québec.
Amelia Earhart a entrepris un vol aérien ici le 22 mai, 1934.

## Source
- (en) Cet article est partiellement ou en totalité issu de l’article de Wikipédia en anglais intitulé « St. Albans (town), Vermont » (voir la liste des auteurs).